# The Nice
The Nice — английская прогрессив-рок-группа конца 1960-х годов, известная своим  смешением рока, джаза и классической музыки. Является предшественником группы  Emerson, Lake & Palmer.

## История
The Nice состояли из клавишника Кита Эмерсона, басиста Ли Джексона, ударника Брайана Дэвисона и гитариста Дэвида О’Листа, больше известного как «Дейви». Первоначально группа была сформирована в мае 1967 для соул-вокалистки П. П. Арнольд, однако вскоре The Nice стали играть самостоятельно.
Дебютный альбом The Thoughts of Emerlist Davjack был выпущен в 1968 году. В октябре того же года группа сделала запись своей первой сессии для передачи Джона Пила Top Gear. Работа имела тенденцию к психоделии, классические и джазовые влияния проявились в цитатах из «Синфониетты» Яначека и в более сложной интерпретации «Blue Rondo a la Turk» Дейва Брубека (The Nice назвали эту вещь просто «Rondo», в исполнении изменяя размер от оригинального 9/8 до 4/4).
Для второго сингла The Nice использовали аранжировку Леонарда Бернстайна «America», которую Эмерсон описал как самую первую инструментальную песню протеста. Композиция не только включает части Бернстайна (из «West Side Story»), но также фрагменты «Симфонии № 9 ми минор „Из Нового Света“» Дворжака.
О’Лист оставил группу во время записи их второго альбома. The Nice решили продолжить играть в составе трио. С уходом О’Листа возросло влияние Эмерсона, что привело группу к усложнению музыкального материала.
Второй альбом группы Ars Longa Vita Brevis включала аранжировку «Intermezzo» Яна Сибелиуса из «Карельской Сюиты», а вторая сторона альбома — части из «Бранденбургского концерта № 3 соль мажор BWV 1048» И. С. Баха. В некоторых частях сюиты группа впервые использовала оркестр.

«Может показаться, что The Nice являются посредственной группой, которая компенсирует музыкальные недостатки поп-рок версией театра насилия. Отнюдь нет. The Nice обладают большим музыкальным профессионализмом. Их самые привлекательные качества — подлинный дух импровизационного изобретательства и волнующий джазовый ритм, который пронизывает их работу…» — Дон Хекмэн, Los Angeles Times (4 января 1970)
.
Во время тура, который последовал за выпуском второго альбома, Эмерсон сжег американский флаг на сцене во время исполнения «Америки» (это произошло во время выступления в Альберт-холле в Лондоне).
Третий альбом, вышедший в 1969 году, состоял из записей американского тура пополам со студийным материалом.
Вершиной артистического успеха группы стала сюита Five Bridges, записанная для Нью-Каслского фестиваля искусств и исполненная с оркестром, руководимым Джозефом Эджером, 10 октября 1969[стиль].
В 1970 The Nice обеспечили инструментальную поддержку для песни Роя Харпера «Hell’s Angels» на альбоме Flat Baroque and Berserk.
Одно из последних выступлений группы состоялось с Лос-анджелесским филармоническим оркестром во главе с Зубином Мета. Выступление было показано в марте 1970 по американскому телевидению как часть программы Switched-On Symphony.
К 1970 Эмерсон и другие участники группы из-за её слабого коммерческого успеха приняли решение о роспуске коллектива.
Свой последний концерт они сыграли 30 марта 1970 в Берлине, Германия.
В 1971 году, уже после распада, вышел альбом Elegy, состоящий из различных версий старых композиций и записей американского тура 69-го года.

## Сольная карьера участников
Кит Эмерсон сформировал совместно с Грэгом Лейком (King Crimson) и Карлом Палмером (Atomic Rooster) группу под названием Эмерсон, Лейк и Палмер.
Ли Джексон сформировал группу Jackson Heights, которая выпустила пять альбомов в промежутке между 1970 и 1973. Брайен Дэвисон, в свою очередь, создал группу "Every Which Way", записавшую один альбом в 1970.
В 1974 году Джексон и Дэвисон создали группу Refugee, куда пригласили клавишника Патрика Мораза, однако Мораз предпочёл присоединиться к группе Yes.

## Воссоединение
Через три десятилетия The Nice воссоединились в 2002 для ряда живых концертов. Был выпущен тройной бокс-сет Vivacitas.

## Состав
- Кит Эмерсон — орган, клавишные, вокал
- Кит «Ли» Джексон — бас-гитара, гитара, вокал
- Дэвид «Дэйв» О’Лист — гитара, вокал (с 1967 по 1968 годы)
- Брайан «Блинки» Дэйвсон — ударные

## Дискография

### Студийные альбомы
- The Thoughts of Emerlist Davjack (Immediate, 1968)
- Ars Longa Vita Brevis (Immediate, 1968)
- Nice (aka Everything As Nice As Mother Makes It) (Immediate, 1969)
- Five Bridges (Charisma, 1970)
- Elegy (Charisma, 1971)

### Концертные альбомы
- America - The BBC Sessions (Receiver, 1996)
- The Swedish Radio Sessions (late 1967) (Sanctuary, 2001)
- BBC Sessions (Sanctuary, 2002)
- Vivacitas (Sanctuary, 2003)
- Live At The Fillmore East December 1969 (Virgin, 2009)[1]

### Синглы
- The Thoughts of Emerlist Davjack/Azrial (Angel of Death) (Immediate, November 1967)
- America/The Diamond Hard Blue Apples of the Moon (Immediate, 1968)
- Brandenburger/Happy Freuds (Immediate, 1968)
- Diary of an Empty Day/Hang On to a Dream (Immediate, 1969)
- Country Pie/Brandenburg Concerto No.6/One Of Those People (Charisma, 1969)

### Сборники
- The Best of The Nice (EMI/Immediate, 1971)
- Keith Emerson with The Nice (Mercury, 1972)
- In Memoriam (Immediate, 1973)
- Autumn '67 — Spring '68 (Charisma, 1972, UK), выпущен как Autumn to Spring (Charisma, 1973, USA)
- Hang On To A Dream (EMIDisc, 1974)
- The Immediate Years (2-LP set) (Sire, 1975)
- Amoeni Redivivi (NEMS/Immediate, 1976)
- Greatest Hits (NEMS/Immediate, 1977)
- Greatest Hits (Big Time, 1988)
- The Immediate Years (Бокс-Сет из 3-CD) (Charly, 1995)
- Here Come The Nice — The Immediate Anthology (Бокс-Сет из 3-CD) (Castle Communications, 2002)